# BN-350-reactor

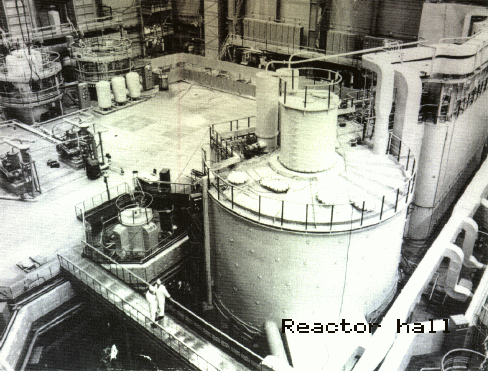
BN-350-reactor te Aqtau.

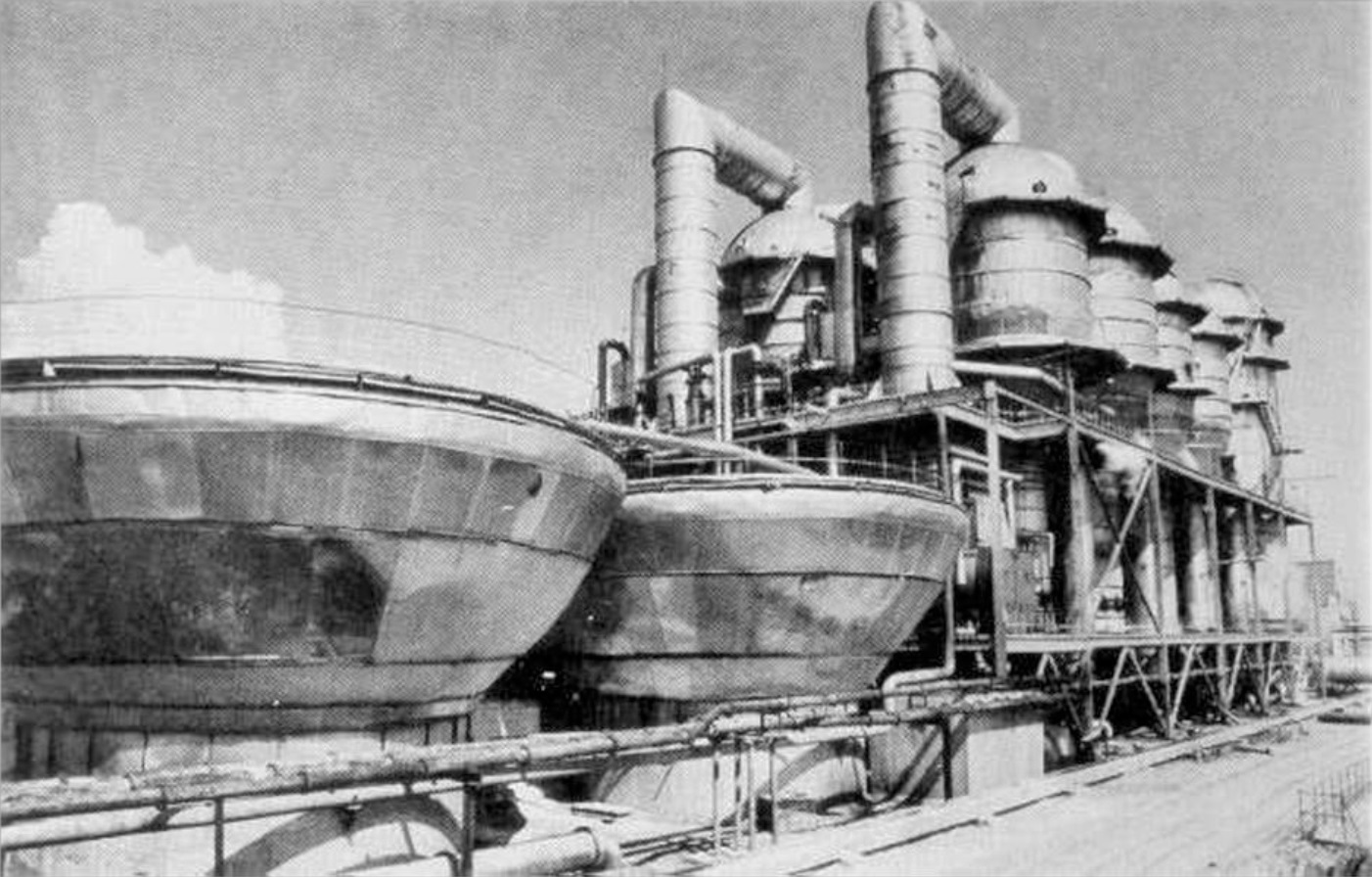
De ontziltingsinstallatie nabij de reactor.

De BN-350-reactor (Russisch: реактор на быстрых нейтронах, reaktor na Bijstrie Neijtronij, reactor met snelle neutronen) was een kweekreactor gekoeld met vloeibaar natrium.
De reactor was van het loop-type, terwijl zijn opvolger, de grotere BN-600-reactor van het pool-type was.
De BN-350-reactor werkte te Aqtau (heette van 1964 tot 1992 Sjevtsjenko) in Kazachstan aan de oever van de Kaspische Zee.
De bouw begon in 1964 en de centrale leverde in 1973 voor het eerst elektriciteit. In 1999 werd de reactor stilgelegd.
De reactor vervulde drie functies:
1. 150 megawatt elektriciteit leveren aan de stad
2. Waterontzilting vanuit de Kaspische Zee om 120.000 m³/dag drinkwater te leveren aan de stad
3. Plutonium produceren voor kernwapens